# Побічна дія (фільм, 2013)
«Побі́чні ді́ї», «Побі́чна ді́я» або «Побі́чний ефе́кт» (англ. «Side Effects») — психологічний трилер режисера Стівена Содерберга за сценарієм Скотта Бернса. У головних ролях Джуд Лоу, Руні Мара, Кетрін Зета-Джонс та Ченнінг Татум. Світова прем'єра відбулася 7 лютого 2013 року. Фільм увійшов до основної конкурсної програми 63-го Міжнародного кінофестивалю у Берліні.
В Україні прем'єра відбулась 28 лютого 2013 року, в кінотеатрах демонструвався російською мовою з українськими субтитрами.
Українською мовою фільм озвучено студією «Омікрон» на замовлення сайту Hurtom в рамках проекту «Хочеш кіно українською? Замовляй!».
Також 28 березня 2014 р. відбулась прем'єра на українському телебаченні. У програмі Підпільна імперія на телеканалі 1+1.

## Сюжет
Фільм розповідає про Емілі та Мартіна — успішну нью-йоркську пару, чий світ починає руйнуватися, коли новий препарат для лікування тривоги, призначений Емілі її психіатром, починає давати несподіваний побічний ефект.

## У ролях
- Джуд Лоу — доктор Джонатан Бенкс
- Руні Мара — Емілі Тейлор
- Кетрін Зета-Джонс — доктор Вікторія Сіберт
- Ченнінг Татум — Мартін Тейлор
- Вінесса Шоу[9] — Дірдрі Бенкс
- Енн Дауд — місис Тейлор
- Меймі Гаммер — Кайла Мілбанк
- Девід Костабайл — Карл Мілбанк

## Створення
Фільм «Побічний ефект», що раніше мав назву «Гірка пілюля», знятий Стівеном Содербергом, продюсером виступили Лоренцо Ді Бонавентура, Грегорі Джейкобс та Скотт Бернс, який також написав сценарій. У січні 2012 року з'явилося повідомлення, що фільм зніматиметься Annapurna Pictures. Через декілька тижнів Annapurna Pictures вийшла з проекту і фінансування фільму взяла на себе компанія Endgame Entertainment.
Зйомки почалися 5 квітня 2012 року в Нью-Йорку. Перші фото зі зйомок з'явилися 10 квітня 2012 року.

### Кастинг
Спочатку Блейк Лайвлі мала грати головну жіночу роль. Проте згодом було повідомлено, що її замінить Руні Мара. 24 січня 2012 Кетрін Зета-Джонс одержала роль лікаря Еріки Сіберт.